# Moorilla Hobart International 2012
Il  Moorilla Hobart International 2012 è stato un torneo di tennis giocato sul cemento.
È stata la 19ª edizione del Moorilla Hobart International, che fa parte della categoria International nell'ambito del WTA Tour 2012. Si è giocato al Hobart International Tennis Centre di Hobart in Australia, dal 6 al 14 gennaio 2012.

## Partecipanti

### Teste di serie
| Nazionalità | Giocatrice              | Ranking* | Testa di serie |
| ----------- | ----------------------- | -------- | -------------- |
| Belgio      | Yanina Wickmayer        | 26       | 1              |
| Spagna      | Anabel Medina Garrigues | 27       | 2              |
| Romania     | Monica Niculescu        | 30       | 3              |
| Germania    | Angelique Kerber        | 32       | 4              |
| Australia   | Jarmila Gajdošová       | 33       | 5              |
| Israele     | Shahar Peer             | 37       | 6              |
| Kazakistan  | Ksenija Pervak          | 39       | 7              |
| Romania     | Irina-Camelia Begu      | 40       | 8              |

* Ranking al 2 gennaio 2012

### Altre partecipanti
Giocatrici che hanno ricevuto una Wild card:
- Ashleigh Barty
- Casey Dellacqua[1]
- Anastasija Rodionova[2]

Giocatrici passate dalle qualificazioni:

- Mona Barthel
- Sacha Jones
- Romina Oprandi
- Heather Watson

## Campionesse

### Singolare
Mona Barthel ha battuto  Yanina Wickmayer per 6-1, 6-2.
- È il primo torneo vinto in carriera per la Barthel.

### Doppio
Irina-Camelia Begu /  Monica Niculescu  hanno battuto  Chuang Chia-jung /  Marina Eraković per 6(4)–7, 7–6(4), [10-5].